# Quân phiếu chiến tranh Nhật Bản

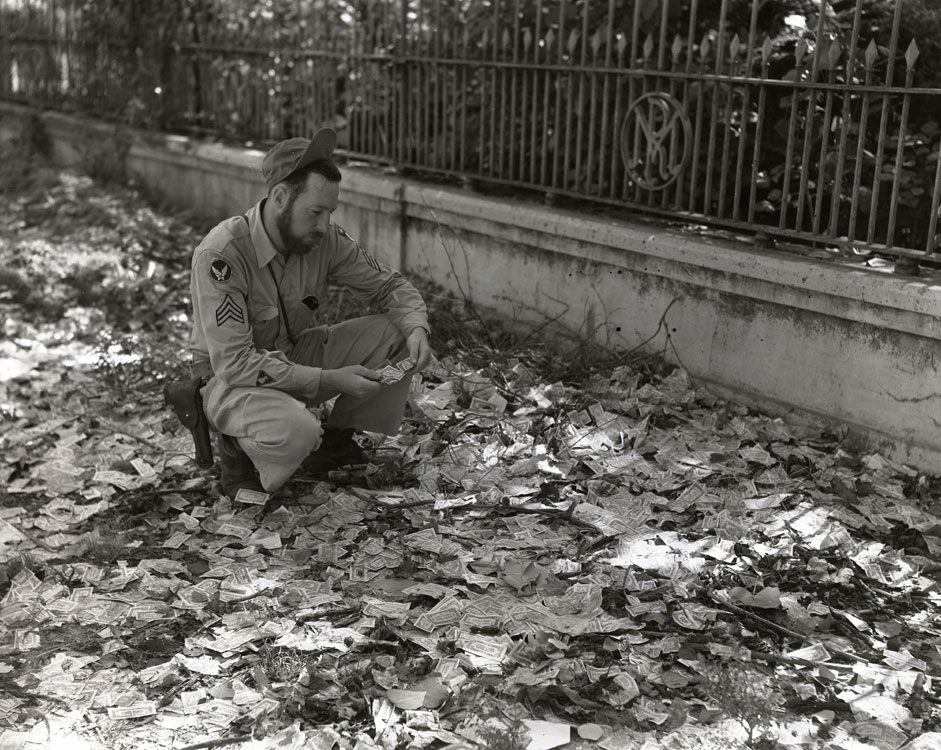
Đường phố ngập tràn tiền quân phiếu chiến tranh Nhật Bản, Rangoon, 1945.

Quân phiếu chiến tranh Nhật Bản, tên chính thức là Đại Đông Á Chiến tranh Quân phiếu (tiếng Nhật: 大東亜戦争軍票, Dai Tō-A Sensō gunpyō), còn gọi là Tiền chiếm đóng Nhật Bản, là một loại chi phiếu thay tiền của lực lượng quân sự Nhật Bản, thay thế cho các loại tiền nội tệ tại các quốc gia và vùng lãnh thổ bị Nhật Bản chiếm đóng trong Thế chiến thứ hai. Khi chiến tranh kết thúc, các loại tiền lưu hành dưới danh nghĩa Nhật Bản ngay lập tức trở thành những tờ giấy lộn. Chúng gồm các loại tiền chiếm đóng được phát hành ở Philippines, Burma (nay là Myanmar), Malaya, Bắc Borneo và Sarawak (nay thuộc Malaysia), Singapore, Brunei, Đông Ấn Hà Lan (nay là Indonesia) và một số khu vực thuộc Châu Đại Dương (New Guinea và Quần đảo Solomon và Quần đảo Gilbert). Một lượng lớn tiền tệ đã thu được bởi các lực lượng đồng minh và thường dân vào cuối cuộc chiến; phần nhiều được lưu giữ làm quà lưu niệm thời chiến, và hiện nằm trong các bộ sưu tập tư nhân và bảo tàng.

## Lịch sử
Sau khi gây chiến với Trung Quốc, đến năm 1940, người Nhật đã mở rộng phạm vi hoạt động quân sự của họ ở châu Á và đã phát triển đỉnh điểm với cuộc tấn công vào Trân Châu Cảng cuối năm 1941. Nhật Bản xâm chiếm nhiều nước châu Á, chiếm được nhiều vùng lãnh thổ rộng lớn và thiết lập chính quyền quân sự.
Sau khi chiếm đóng Philippines, quân đội Nhật đã tịch thu tất cả các loại tiền bản vị mạnh, cả ở cấp nhà nước lẫn cá nhân người dân, và thay thế chúng bằng các chi phiếu được in tại địa phương. Tất cả các chi phiếu đều mang danh nghĩa của chính phủ Đế quốc Nhật Bản, và chúng đều được hứa đảm bảo thanh toán cho người sở hữu nó.
Tháng 2 năm 1942, chính phủ Nhật Bản cho thành lập Ngân hàng Tài chính thời chiến và Ngân hàng Phát triển phương Nam. Cả hai tổ chức này đều được quyền phát hành trái phiếu để gây quỹ. Hoạt động chủ yếu của 2 tổ chức tài chính này bao gồm cho vay tài chính đối với các tổ hợp công nghiệp quân sự, mở rộng ra một số tổ hợp công nghiệp khác như nhà máy thủy điện, công ty điện lực, đóng tàu và dầu khí... Ngoài ra, một dịch vụ tài chính quan trọng thứ hai là phát hành các chi phiếu trong các khu vực quân đội Nhật Bản chiếm đóng, và trái phiếu của Ngân hàng Phát triển phương Nam được sử dụng như một quân phiếu de facto. Vào tháng 12 năm 1942, số dư chưa thanh toán của Ngân hàng Phát triển Phương Nam đứng ở mức hơn 470 triệu; đến tháng 3 năm 1945, là hơn 13 tỷ.
Trên thực tế, các quân phiếu này không được bảo đảm bằng chế độ bản vị mà được bảo đảm bằng sức mạnh quân sự. Vì vậy giá trị của chúng trồi sụt theo mức độ thắng lợi của quân Nhật Bản trên chiến trường. Khi Nhật Bản đi vào con đường thất bại, nhằm giữ được khả năng mua sắm tại địa phương, các quân phiếu được in ấn phát hành vô vạ, lạm phát tăng khủng khiếp dẫn đến sự mất giá của các quân phiếu, gây thảm họa kinh tế tại các vùng lãnh thổ Nhật Bản chiếm đóng. Bên cạnh đó, do tác động của lạm phát, người dân tại các vùng lãnh thổ bị chiếm đóng có xu hướng cất trữ hàng hóa để trao đổi, và chính phủ quân sự Nhật Bản luôn dùng các biện pháp vũ lực để ép buộc người dân phải bán hàng để đổi lấy các quân phiếu ngày càng vô dụng. Các yếu tố này càng làm trầm trọng hơn mối quan hệ giữa người Nhật và dân địa phương, làm tăng sự phản kháng, dẫn đến sự thất trận nhanh chóng của người Nhật trên các vùng lãnh thổ mà họ chiếm đóng.
Vào cuối Thế chiến, quân Nhật liên tục thất bại trên chiến trường, lần lượt đánh mất các vùng lãnh thổ chiếm đóng. Tuy nhiên, trước khi thất trận, quân đội Nhật thực hiện hành động cuối cùng phá hủy nền kinh tế tại các vùng lãnh thổ chiếm đóng. Họ được lệnh phá hủy tất cả các hồ sơ ngân hàng và bất kỳ loại tiền tệ nào còn lại trước khi đầu hàng. Các loại tiền quân phiếu cũng trở nên hoàn toàn vô giá trị sau khi người Nhật thất trận, và hàng tấn loại "tiền" này đã bị đốt cháy.
Sau chiến tranh, một số tổ chức dân sự được thành lập với mục đích yêu cầu chính phủ Nhật Bản phải chịu trách nhiệm bồi thường cho các quân phiếu chiến tranh tại các vùng lãnh thổ chiếm đóng trước đây. Nhiều cuộc chiến pháp lý ở tòa án chống lại Nhật Bản đã nổ ra cho đến gần đây với các vụ kiện lên tòa án cao nhất của Nhật Bản. Tuy nhiên, cho đến nay, không có một cá nhân nào được bồi hoàn tiền chiếm đóng của Nhật Bản. Theo Hiệp ước San Francisco ký tháng 9 năm 1951, Nhật Bản đã thực hiện bồi thường theo cấp độ quốc gia, không phải cá nhân. Một lượng lớn tiền chiếm đóng của Nhật Bản vẫn tồn tại và hầu hết các quân phiếu này có thể được mua bởi các nhà sưu tập với giá rẻ.

## Các loại quân phiếu chiến tranh

### Philippines

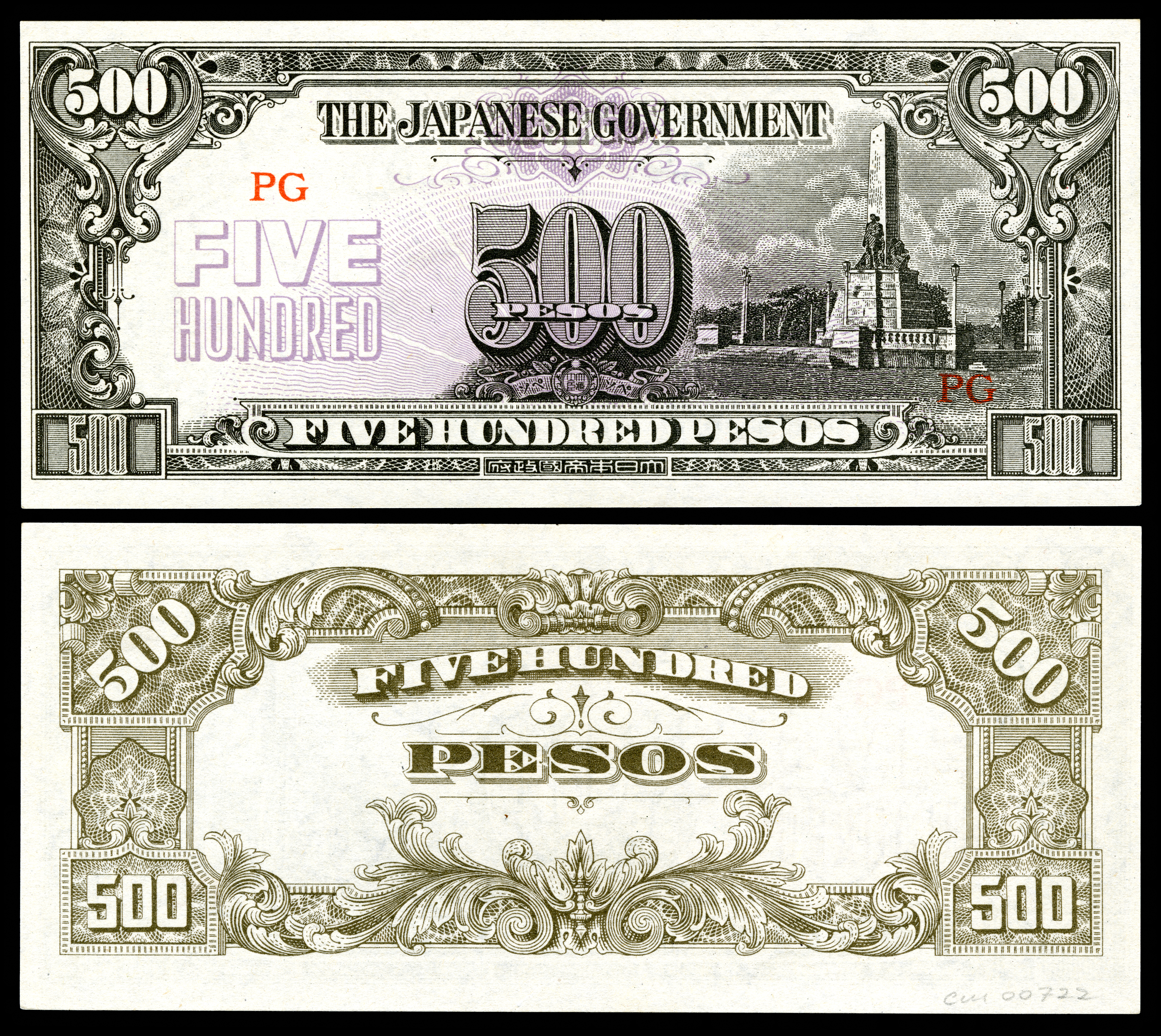
Tiền chiếm đóng Nhật Bản - 500 peso Philippines.

Ngày 10 tháng 12 năm 1941, quân Nhật đổ bộ vào Luzon, sau đó chiếm Manila vào ngày 2 tháng 1 năm 1942. Người Nhật chiếm các ngân hàng và tịch thu được một số lượng tiền mặt hơn 20,5 triệu dollar Mỹ, cùng một số lượng lớn tiền địa phương, lượng ngoại tệ và vàng thỏi không xác định. Người Nhật đã sử dụng các loại tiền bản vị mạnh ở nước ngoài để mua nguyên liệu thô, gạo và vũ khí để cung cấp nhiên liệu và cung cấp cho cỗ máy chiến tranh của mình. Thay vào đó, họ phát hành một loạt các loại tiền định danh để thay thế đồng nội tệ trước đây. Những người Philippines địa phương thường gọi loại tiền này là "tiền chuột Mickey".
Sau khi Ngân hàng Phát triển phương Nam được thành lập, người Nhật bắt đầu phát hành các loại quân phiếu chiến tranh thay tiền ở Philippines. Đợt phát hành đầu tiên vào năm 1942 bao gồm các mệnh giá 1, 5, 10 và 50 centavos và 1, 5 và 10 peso. Năm tiếp theo, tiếp tục phát hành các phiên bản khác của các loại tiền 1, 5 và 10 peso. Tuy nhiên, đến năm 1944, thế lực chiến tranh của Nhật Bản bắt đầu suy yếu. Do lạm phát tăng lên, họ bắt đầu phát hành các quân phiếu mệnh giá 100 peso và rồi 500 peso.
Năm 1945, vào thời điểm gần cuối cuộc chiến, người Nhật vẫn tiếp tục cho phát hành quân phiếu mệnh giá 1.000 peso trước khi quân đội Hoa Kỳ tiến vào Manila vào ngày 3 tháng 2 năm 1945. Trong khi đang rút lui từ Manila đến Baguio, người Nhật vẫn tiến hành in các tờ tiền chiếm đóng mệnh giá 1.000 peso. Khi đó, họ đã rơi vào thế bị động và thiếu nguồn cung cấp, vì vậy, họ đã phải pha loãng mực máy in nhằm có thể nâng được số lượng in.

### Malaya, Singapore, Bắc Borneo, Sarawak và Brunei

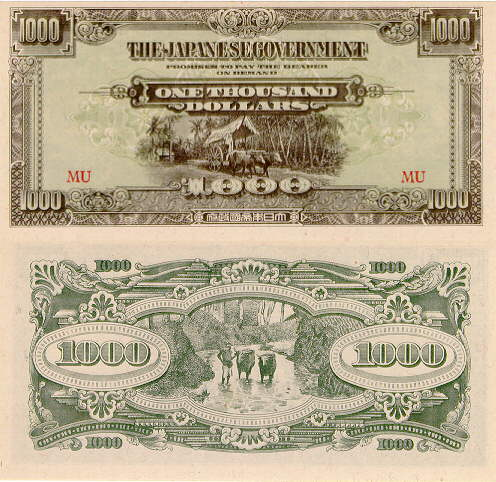
Tiền chiếm đóng Nhật Bản phát hành tại Malaya.

Người Nhật bắt đầu cuộc tấn công vào Malaya thuộc Anh cùng ngày với Trân Châu Cảng. Malaya bị quân Nhật chiếm hoàn toàn sau khi căn cứ kiên cố của Anh tại Singapore sụp đổ vào ngày 15 tháng 2 năm 1942 và được người Nhật chiếm giữ cho đến tháng 8 năm 1945. Trong thời gian chiếm đóng, quân phiếu của Malaysia được phát hành quy đổi với mệnh giá tính bằng dollar (straits hoặc dollar Malaysia) và do đó chúng thường bị nhầm lẫn là một loại tiền chiếm đóng của Hoa Kỳ. Người Malay thường gọi loại tiền này bằng một cái tên nhạo báng là "tiền chuối" (tiếng Malay: duit pisang).
Năm 1942, Nhật Bản đã phát hành loại tiền giấy có giá trị 1, 5, 10 và 50 cents và 1, 5 và 10 dollars. Các quân phiếu 1, 5 và 10 dollars ban đầu có số sê-ri; nhưng về sau chúng đã bị bỏ qua. Năm 1944, lạm phát đã dẫn đến việc phát hành tờ 100 dollars. Năm 1945, một tờ tiền thay thế 100 dollars đã được phát hành cũng như một tờ tiền siêu lạm phát 1.000 dollars. Loạt quân phiếu năm 1942, bao gồm 50 cents và 1, 5, 10 và 100 dollars 1944/45 đều mang thông điệp "[Chính phủ Nhật Bản] đảm bảo thanh toán cho người mang theo" ("Promises To Pay The Bearer On Demand"). Quân phiếu thay thế 100 dollars năm 1944 không còn chứa thông điệp này.
Do kim loại là vật liệu cần thiết cho chiến tranh, người Nhật đã không phát hành tiền kim loại trong suốt thời gian chiếm đóng. Tất cả các loại quân phiếu, gồm cả loại mệnh giá thấp, đều được in trên giấy. Tuy nhiên, Bảo tàng Tiền của Ngân hàng Negara Malaysia ở Kuala Lumpur có trưng bày một mẫu khuôn tiền cho thấy đồng tiền kim loại từng được xem xét. Mẫu được trưng bày là đồng xu hoa văn bằng nhôm 20 cents được khắc trên mặt đối diện với tên MALAYSIA, và năm 2602 (theo lịch Nhật Bản để chỉ năm 1942 sau Công nguyên), với dòng chữ 20 CENTS ở trên.
Tên MALAYSIA đã được sử dụng trên một mẫu tiền xu năm 1942. Trên thực tế, tên của quốc gia này không được thay đổi chính thức từ 'Malaya' thành 'Malaysia' cho đến tận ngày 16 tháng 9 năm 1963. Tuy nhiên, cái tên Malaysia đã được sử dụng phổ biến từ thế kỷ 19, và Bộ Tài chính Osaka tại Nhật Bản đã xác minh rằng đồng tiền mẫu này đã được đúc tại Osaka Mint, và tên MALAYSIA là tên tiếng Nhật của khu vực đó, tại thời điểm đó.

### Miến Điện

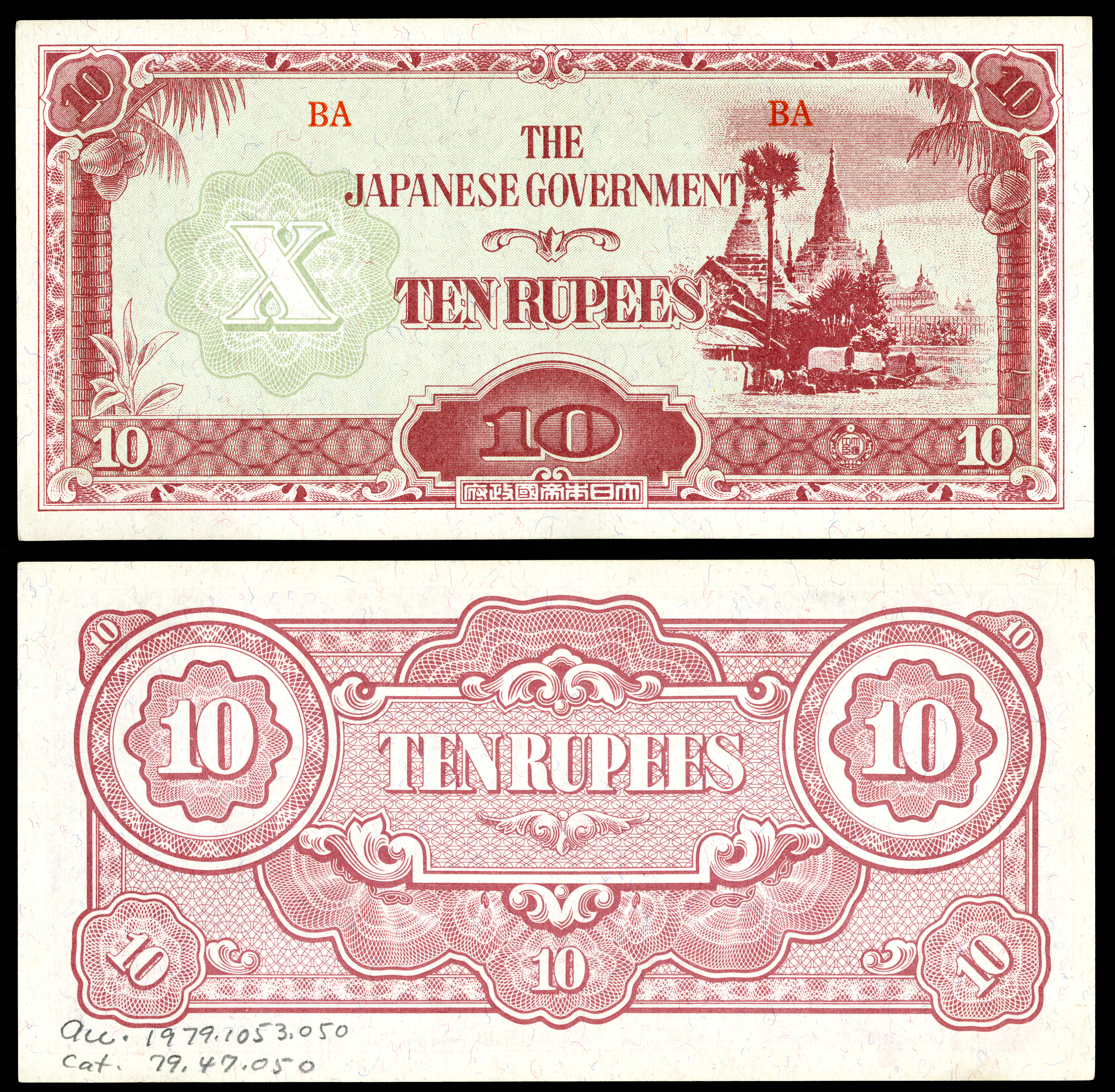
10 Rupee, Tiền chiếm đóng của Nhật Bản - Miến Điện

Người Nhật xâm chiếm Miến Điện vào tháng 1 năm 1942. Họ đã chinh phục Mandalay vào ngày 21 tháng 5 năm 1942 buộc người Anh phải rút lui qua Ấn Độ. Người Nhật chiếm giữ Miến Điện cho đến chiến dịch Đồng minh thứ hai năm 1944; mặc dù một cuộc đầu hàng chính thức đã không diễn ra cho đến tháng 8 năm 1945. Năm 1942, Nhật Bản đã phát hành loại tiền giấy có giá trị 1, 5 và 10 xu và,, 1, 5 và 10 Rupee.

Năm 1943, người Nhật đã hỗ trợ cho tiến sĩ Ba Maw, một người ủng hộ phong trào tự trị của người Miến Điện, và đưa ông trở thành người đứng đầu chính phủ bù nhìn. Từ năm 1943 trở đi, Nhật Bản đã phát hành loại tiền giấy theo tỷ lệ 1, 5 và 10 Rupee với một tờ 100 Rupee vào năm 1944. Các ký tự tiếng Nhật trong khung chữ nhật ở dưới cùng của mỗi tờ quân phiếu ghi chú "Chính phủ Đại đế quốc Nhật Bản" và nội dung của con dấu ở phía dưới bên phải của quân phiếu có biểu tượng Nhật Bản cho Bộ trưởng Bộ Tài chính. 

### Indonesia

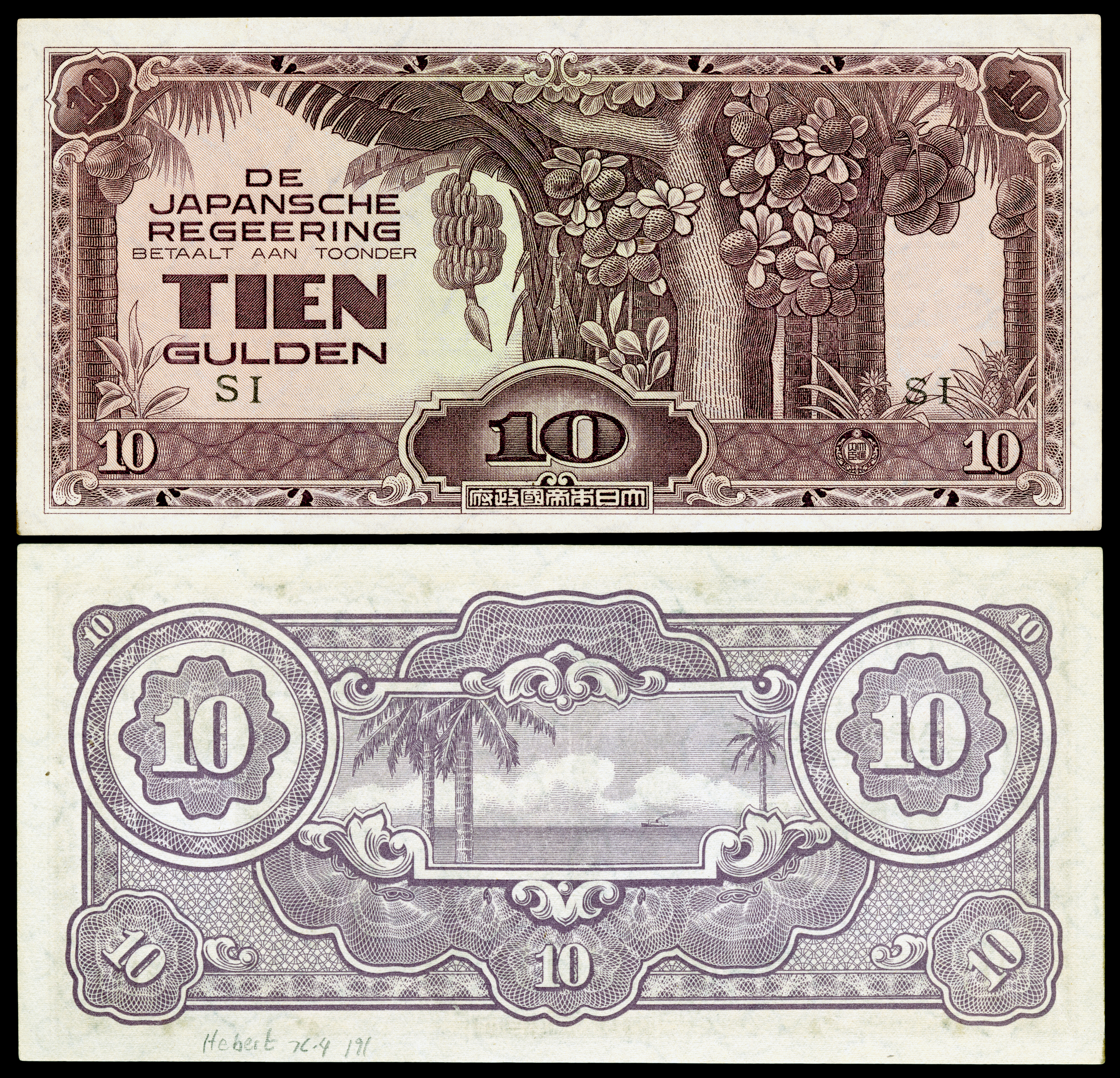
Hà Lan Đông Ấn - Tiền chiếm đóng Nhật Bản-10 Gulden (1942)

Sau khi Singapore sụp đổ vào tháng 2 năm 1942, người Nhật đã tấn công Ấn Độ Hà Lan và xâm chiếm thành công vào ngày 9 tháng 3 năm 1942, chiếm đóng vùng này cho đến khi đầu hàng vào tháng 8 năm 1945. Năm 1942, Nhật Bản đã phát hành loại tiền giấy theo tỷ lệ 1, 5 và 10 xu và, 1, 5 và 10 ghi chú Gulden. Điều đặc biệt là các quân phiếu này được in hoàn toàn bằng tiếng Hà Lan. Các giá trị là Een (1), Vijf (5) và Tien (10) xu và Guldens. Tất cả các quân phiếu đều mang dòng chữ "De Japansche Regeering Betaalt Aan Toonder" hoặc "The Japanese Government Promise To Pay The Bearer On Demand". Các mệnh giá 100 và 1000 Roepiah đã được phát hành vào năm 1944, với dòng chữ phiên âm tiếng Indonesia "Pemerintah Dai Nippon" (Chính phủ Nhật Bản). Một loạt quân phiếu bổ sung, với các mệnh giá 1/2, 1, 5, 10 và 100 Roepiah, cũng được ban hành vào năm 1944 với dòng chữ phiên âm tiếng Nhật Bản "Dai Nippon Teikoku Seiku" (Chính phủ Đại đế quốc Nhật Bản). 

### Châu Đại Dương
Ở Châu Đại Dương, tiền chiếm đóng được phát hành để sử dụng ở New Guinea thuộc Anh, Quần đảo Solomon và Gilbert và các tiền đồn đảo nhỏ khác. Những hòn đảo này đã bị bắt để bảo vệ các hòn đảo trong Khối thịnh vượng chung. Năm 1942, người Nhật đã phát hành các quân phiếu loại 1 và nửa shilling để sử dụng trong chi tiêu. Số tiền này đôi khi được xác định sai là được in để chuẩn bị cho một cuộc xâm lược của Úc; không có cuộc xâm lược nào được lên kế hoạch và loại quân phiếu này không được sử dụng ở Úc.

## Tiền nhái dùng tuyên truyền
Hoa Kỳ đã chuẩn bị một phiên bản nhái quân phiếu Nhật Bản loại 5 rupee được phát hành để sử dụng ở Miến Điện từ năm 1942 đến 1944, dùng đế tuyên truyền. Các quân phiếu ban đầu là màu tím đậm với một nền màu vàng. Các bản nhái để tuyên truyền của Mỹ là tương tự ở mặt trước. Mặt sau mang hai thông điệp tuyên truyền bằng ngôn ngữ Kachin (một bộ lạc chiến binh Miến Điện). Trong đó có ghi: Chính phủ Quân sự Nhật Bản đã chỉ huy quân đội của họ ở Miến Điện để giữ bí mật các chỉ thị sau đây. Chính phủ quân sự đang phát hành tiền tệ cho việc sử dụng [tiếng Nhật] của bạn ở Miến Điện. Chi tiêu bao nhiêu tùy thích cho thực phẩm và những thứ khác, nhưng đừng nói với người (Kachin) bí mật của tiền. Kachin! Người Nhật đang lưu hành những chi phiếu vô giá trị này cho bạn sử dụng. Rất dễ để có được những chi phiếu này nhưng rất khó để mua thức ăn hoặc những thứ khác. Tránh những chi phiếu này nếu không bạn sẽ bị lừa.

## Tiền giả
Các tờ tiền giả của Hoa Kỳ trong suốt cuộc chiến là một phần trong nỗ lực gây bất ổn nền kinh tế địa phương, từ đó làm mất tinh thần của người Nhật và để cung cấp cho quân du kích chống lại người Nhật. Tướng MacArthur đã yêu cầu Văn phòng Dịch vụ Chiến lược (OSS) sao chép tiền tệ của Nhật Bản tại Philippines cho sự trở lại cuối cùng của ông. May mắn thay, một nguồn cung cấp giấy làm từ các nhà máy có nguồn gốc từ Nhật Bản đã được đặt tại Hoa Kỳ  Khi nguồn cung đó cạn kiệt, hoạt động làm giả được chuyển đến Úc. Năm 1943, MacArthur đã yêu cầu và nhận được các quân phiếu giả sau đây; năm triệu loại 10 peso, ba triệu loại 5 peso, một triệu rưỡi loại 1 peso và năm trăm nghìn loại 50 centavo. Các quân phiếu giả của người Mỹ được biết là có các mã chữ cái khối sau:
Loại 50 Centavo - PA, PB, PE, PF, PG, PH và PI; loại 1 Peso - PH; loại 5 peso - PD; loại 10 Peso - PA, PB và PC